# ESBF Besançon
ESBF Besançon er en fransk kvindehåndboldklub, hjemmehørende i Besançon, Frankrig. Klubben blev etableret i 1970 og ledes af præsidenten Daniel Hournon og har Sébastien Mizoule som cheftræner. Hjemmekampene bliver spillet i Palais des Sport. Holdet spiller pr. 2023, i den bedste franske håndboldrække Championnat de France de Handball.

## Honours
- Championnat de France de Handball: 
  - Vinder: 1988, 1998, 2001, 2003
  - Bronze: 1996, 1997, 1999, 2000, 2002, 2004, 2005, 2018
- Coupe de France:
  - Vinder: 2001, 2002, 2003, 2005
- Coupe de la Ligue:
  - Vinder: 2003, 2004
- EHF Cup Winners' Cup:
  - Vinder: 2003

## Spillertruppen 2022-23
| Målvogtere - 12 Tonje Haug Lerstad - 87 Sakura Hauge Fløjspillere RW - 28 Lucie Granier - 31 Sabrina Zazai LW - 13 Camille Aoustin - 15 Kiara Tshimanga Stregspillere - 10 Louise Cusset - 23 Pauline Robert | Bagspillere LB - 08 Clarisse Mairot - 75 Audrey Dembele - 43 Nada Corovic CB - 07 Alizée Frécon - 30 Juliette Faure RB - 20 Ivana Dežić - 39 Natalia Nosek |

### Transfers 2023-24
| Tilgange | Afgange |